# Sharon Tate
Sharon Tate (ur. 24 stycznia 1943 w Dallas, zm. 9 sierpnia 1969 w Los Angeles) – amerykańska aktorka i modelka.
Zaczynała w latach 60. XX wieku od małych ról telewizyjnych, po czym zagrała w kilku filmach. Zyskawszy pozytywne głosy krytyków na temat swoich umiejętności komediowych, okrzyknięta została jedną z najbardziej obiecujących aktorek młodego pokolenia w Hollywood i była nominowana do Złotego Globu za rolę w Dolinie lalek (1967). Często pojawiała się także w czasopismach o modzie jako modelka lub dziewczyna z okładki.
W 1968 wyszła za mąż za reżysera filmowego Romana Polańskiego. Będąc w dziewiątym miesiącu ciąży, zginęła w swoim domu w Beverly Hills. Sharon Tate, wraz z czworgiem swoich przyjaciół, została brutalnie zamordowana przez członków sekty przewodzonej przez Charlesa Mansona.

## Życiorys

### Dzieciństwo i początki aktorstwa
Sharon Tate przyszła na świat w Dallas w stanie Teksas jako pierwsza z trzech córek Paula Tate’a, oficera amerykańskiej armii, oraz jego żony Doris. Już jako półroczne niemowlę, Sharon zdobyła główną nagrodę w konkursie piękności dla dzieci organizowanym w jej rodzinnym mieście. Mimo tego sukcesu, rodzice nie wiązali przyszłości córki z show-biznesem. Paula Tate’a kilkakrotnie awansowano i przenoszono, w związku z czym rodzina często się przeprowadzała. Do 16. roku życia Sharon mieszkała w sześciu różnych miastach, co utrudniało jej zawiązywanie stałych przyjaźni. W oczach najbliższych Sharon była nieśmiała i nieco płochliwa; ona sama, będąc już osobą dorosłą, mówiła, że jej nieśmiałość bywa często brana za wyniosłość, dopóki ktoś nie pozna jej lepiej.
Dorastającą Tate komplementowano za urodę, zaczęła więc przystępować do konkursów piękności, co w 1959 zwieńczył tytuł „Miss Richland”. Jej ambicją było podjąć studia na wydziale psychiatrii; wspominała również o zamiarze stanięcia do wyborów „Miss stanu Waszyngton 1960”. Plany te zrewidowało kolejne przeniesienie ojca i związany z nim wyjazd całej rodziny do Włoch.
Po przybyciu do Werony Sharon odkryła, że cieszy się tam już sporą popularnością z racji zamieszczenia jej zdjęcia w kostiumie kąpielowym na okładce żołnierskiego czasopisma Stars and Stripes. Szybko odnalazła również duchowe pokrewieństwo ze swoimi nowymi kolegami z amerykańskiej szkoły w pobliskiej Vicenzy, których łączyło podobieństwo środowisk, z jakich pochodzili, oraz kolei losów, a także wynikające z niego podobne poczucie wyobcowania; wśród ludzi tych Sharon po raz pierwszy w życiu zaczęła nawiązywać trwałe przyjaźnie.
Tate i jej znajomi zwrócili na siebie uwagę ekipy filmowej, która w okolicy kręciła ujęcia do Przygód młodego człowieka (Hemingway’s Adventures of a Young Man) z udziałem Paula Newmana, Susan Strasberg i Richarda Beymera – wkrótce też udało im się dostać role statystów w tym filmie. Tate przyciągnęła swoją osobą uwagę Beymera, który podszedł do niej na planie, by się przedstawić; między nimi rozwinęła się bliższa znajomość i była ona kontynuowana przez cały okres trwania zdjęć do filmu. Beymer zachęcał Tate do spróbowania swoich sił w aktorstwie. W 1961 roku Tate została zatrudniona przez piosenkarza Pata Boone’a do występu u jego boku w telewizyjnym widowisku muzycznym inscenizowanym w scenerii Wenecji.

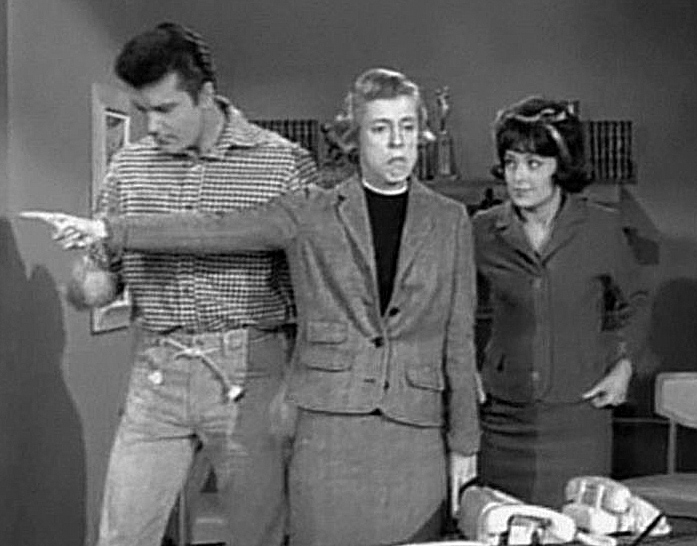
Kadr z sitcomu The Beverly Hillbillies. Sharon Tate pierwsza od prawej

Jeszcze tego samego roku Tate została zaangażowana do statystowania w Barabaszu (Barabbas), włosko-amerykańskiej superprodukcji realizowanej nieopodal Werony. Swoim występem oraz podejściem do pracy zrobiła wrażenie na aktorze Jacku Palance, mimo iż rola, jaką grała, była zbyt mała, aby w pełni umożliwić ocenę jej zdolności. Palance zorganizował dla niej próbę kamerową w Rzymie, lecz nie poszły za tym żadne propozycje. Tate podjęła wówczas decyzję o pozostawieniu rodziców i sióstr we Włoszech i samotnym powrocie do Ameryki. Postanowienie to tłumaczyła pragnieniem podjęcia w kraju studiów, jednakże będąc na już na miejscu zaczęła poszukiwać możliwości angażu do filmu. Po kilku miesiącach od wyjazdu córki Doris Tate doznała silnego rozstroju nerwowego na tle obaw o jej bezpieczeństwo i rodzinie udało się, z pewnym trudem, namówić Sharon do ponownego przybycia do Włoch.
Gdy w 1962 Tate’owie wrócili razem do Stanów, Sharon postanowiła osiąść w Los Angeles. Tam nawiązała kontakt z agentem Richarda Beymera, Haroldem Gefskim, który od razu na pierwszym spotkaniu zgodził się pracować również dla niej. Gefsky zorganizował Tate zatrudnienie w telewizji oraz w reklamie prasowej, zaś w 1963 udało mu się przedstawić ją szefowi wytwórni filmowej Filmways, Martinowi Ransonhoffowi, który podpisał z nią kontrakt na siedem lat. Tate brano pod uwagę przy obsadzie głównych ról w nowym serialu komediowym Petticoat Junction, ale Ransonhoff uznał, że do zagrania postaci pierwszoplanowej brakuje jej jeszcze doświadczenia. Aby mogła go nabrać, dostała mniejsze role w serialach Ed, koń, który mówi (Mister Ed) oraz The Beverly Hillbillies. Podpisawszy z młodą aktorką siedmioletni kontrakt na wyłączność, Ransonhoff postanowił nie spieszyć się z wystawieniem jej do ważnych ról i odczekać z tym do chwili, gdy będzie, w jego przekonaniu, odpowiednio przygotowana. „Pan Ransonhoff nie chciał, by publiczność mnie zobaczyła zanim będę gotowa”, cytowano jej słowa w artykule Playboya z 1967.
W początkowym okresie samodzielnego życia w Los Angeles, Tate poznała francuskiego aktora Philippe’a Forqueta i zaczęła się z nim spotykać. Romans doprowadził do zaręczyn, lecz związek ten był burzliwy i obfitował w kłótnie. Jedno z takich starć zakończyło się dla Tate obrażeniami wymagającymi opatrzenia w szpitalu; w następstwie tego zajścia Tate zerwała z Forquetem.
W 1964 Tate spotkała Jaya Sebringa, byłego marynarza, cenionego stylistę fryzur, uważanego za jednego z najlepszych w Hollywood. O Sebringu Sharon mówiła w późniejszym czasie, że był człowiekiem nadzwyczajnej łagodności; tym niemniej, kiedy się jej oświadczył, odrzuciła jego propozycję. Tłumaczyła, że małżeństwo wiązałoby się dla niej z koniecznością porzucenia aktorstwa, zaś jej wówczas zależało na rozwijaniu aktorskiej kariery.

### Role filmowe
W 1964 Tate brała udział, u boku Steve’a McQueena, w próbie kamerowej do Cincinnati Kid. Jednak producent Ransohoff i początkowo mający reżyserować film Sam Peckinpah zgodnie uznali, że onieśmielenie i brak doświadczenia dziewczyny sprawią, iż nie udźwignie tak dużej roli, co spowodowało odrzucenie jej kandydatury na korzyść Tuesday Weld. Tate nadal zdobywała aktorskie doświadczenie w produkcjach telewizyjnych, a po zakończonym niepowodzeniem przesłuchaniu do roli Liesl w Dźwiękach muzyki, Rasenhoff zdecydował się mimo wszystko pokazać ją wreszcie również na dużym ekranie – dostała niewielkie, pozbawione tekstu role w Amerykanizacji Emily oraz w Brodźcu (The Sandpiper). W końcu, w 1965, Rasenhoff postanowił powierzyć Tate rolę filmową z prawdziwego zdarzenia i obsadził ją w Oku diabła, gdzie towarzyszyli jej David Niven, Deborah Kerr, Donald Pleasence oraz David Hemmings. Wspólnie z Sebringiem Tate wyjechała do Londynu, aby tam przygotowywać się do zdjęć. W ramach kampanii promocyjnej Ransonhoff zaaranżował produkcję krótkiego filmu dokumentalnego pt. All Eyes on Sharon Tate, którego pojawienie się na ekranach miało zgrać się z czasem premiery Oka diabła. Na dokument ten składają się m.in. fragmenty wywiadów z reżyserem Oka diabła, J. Lee Thompsonem, który w jednym z nich wspomina o początkowych obawach odnośnie do możliwości Tate: „Ustaliliśmy nawet, iż jeśli dwa pierwsze tygodnie pokażą, że Sharon nie bardzo sobie radzi, to umieścimy ją z powrotem w przechowalni”; podsumowując stwierdza jednak, iż wkrótce Tate objawiła się jako „niezwykle porywająca dziewczyna”.

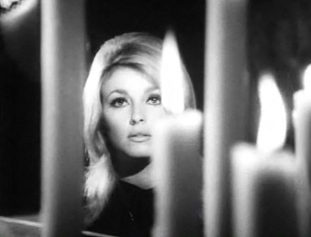
Kadr z filmu Oko diabła

W filmie Tate wcieliła się w postać Odile, młodej wiedźmy, której tajemniczemu oddziaływaniu ulega najpierw pewien właściciel majątku ziemskiego, grany przez Nivena, a potem jego żona, którą zagrała Kerr. Mimo mniejszej liczby kwestii rola Tate miała w powszechnej opinii kluczowe znaczenie dla filmu i to na jej barkach w największym stopniu spoczęło zadanie wytworzenia aury niesamowitości. Niven określił młodą aktorkę jako „wielkie odkrycie”, a Kerr wypowiedziała się, że przy „stosownym udziale szczęścia”, Tate odniesie wielki sukces. Z kolei Tate w swoich wywiadach często zwracała uwagę na pomyślność losu, którego zrządzeniem dane jej było w swoim aktorskim debiucie współpracować z takiej klasy profesjonalistami, i mówiła, że odebrała istotną lekcję aktorstwa poprzez samą możliwość podpatrywania, jak gra Kerr. Duża część zdjęć do filmu realizowana była we Francji, tymczasem zawodowe zobowiązania Sebringa zmusiły go do powrotu do Los Angeles. Ukończywszy swój udział w pracach przy filmie Tate pozostała w Londynie, gdzie wciągnął ją świat mody i nocne życie miasta. Tam też, latem 1966, poznała Romana Polańskiego.

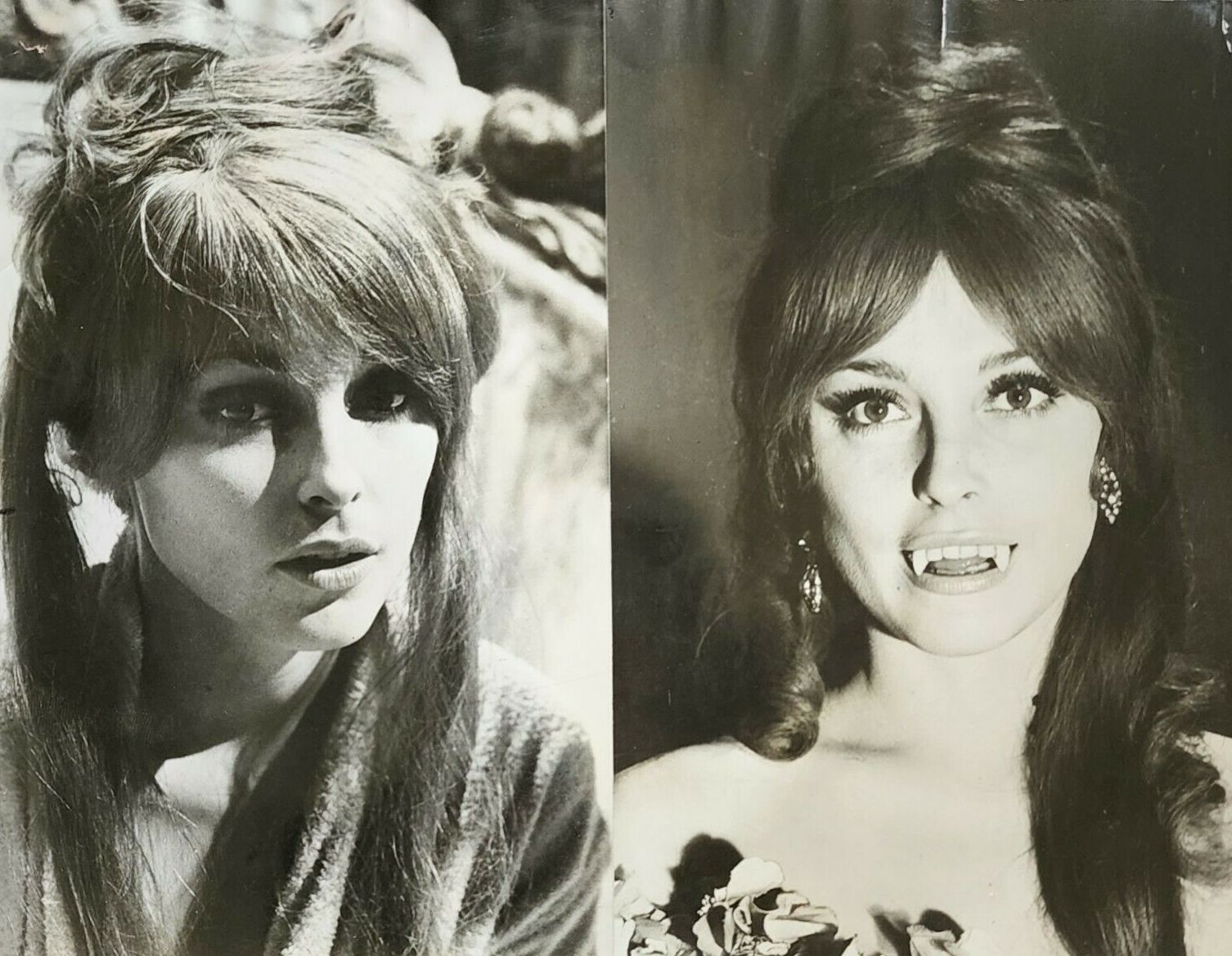
Sharon Tate w Nieustraszeni pogromcy wampirów

 Patrząc z perspektywy czasu, Tate i Polański zgodnie twierdzili, że przy pierwszym spotkaniu żadne z nich nie zrobiło na drugim większego wrażenia. Polański przygotowywał się do kręcenia Nieustraszonych pogromców wampirów, których współproducentem miał być Ransonhoff, i był nastawiony na obsadzenie w głównej roli kobiecej rudowłosej aktorki Jill St. John. Ransonhoff zaczął jednak nalegać, by obsadził Tate, a Polański po spotkaniu z nią uznał, iż może się nadać, pod warunkiem, że będzie występować w rudej peruce. Ekipa filmowa wyruszyła na zdjęcia do Włoch, gdzie biegła znajomość języka włoskiego u Tate okazała się bardzo pomocna przy współpracy z miejscowymi pracownikami planu. Z początku, będący perfekcjonistą Polański z trudem znajdował cierpliwość dla wykazującej brak doświadczenia Tate i w jednym z wywiadów narzekał, że dla nakręcenia pewnej sceny w zadowalający sposób koniecznych było siedemdziesiąt dubli. Oprócz reżyserowania Polański był w filmie odtwórcą jednej z głównych ról – prostodusznego młodzieńca, który ulega urokowi i zakochuje się w dziewczynie granej przez Tate. W miarę postępu zdjęć Polański coraz częściej chwalił pracę Tate, co dodawało jej wiary w siebie. Ich znajomość przeistoczyła się w związek i po zakończeniu prac na planie Tate wprowadziła się do londyńskiego apartamentu Polańskiego. Wkrótce w Londynie zjawił się Jay Sebring nalegając na spotkanie z Polańskim. Choć wedle późniejszych relacji znajomych miał być zaistniałą sytuacją załamany, Sebring zaprzyjaźnił się z Polańskim i pozostał najbardziej zaufanym przyjacielem Tate. W późniejszym okresie Polański opisywał go jako samotnego i wyalienowanego człowieka, dla którego on i Tate stanowili coś na kształt rodziny.
Tate pozostawiła Polańskiego w Londynie, sama zaś wróciła do Stanów Zjednoczonych, aby razem z Tonym Curtisem zagrać w Nie daj się usidlić. Ten nieskomplikowanej fabuły film miał spożytkować trendy popularności filmów o beztroskim życiu bywalców plaż amerykańskich wybrzeży oraz powodzenia muzyki takich twórców jak The Beach Boys czy Jan and Dean. Zagrana przez Tate postać Malibu, opisywana w materiałach promocyjnych Metro-Goldwyn-Mayer jako „Malibu, Królowa Surfu”, przez większą część filmu występuje w prawie samym bikini. Na niej wzorowano później projekt lalki „Malibu Barbie”, która cieszyła się dużym wzięciem. Rozczarowana filmem i swoją w nim rolą Tate zaczęła nazywać siebie z przekąsem „seksowna mała ja” („sexy little me”). Jeszcze zanim film wszedł na ekrany, rozkręcona na wielką skalę akcja promująca spowodowała wypełnienie kin w całych Stanach zdjęciami i naturalnej wielkości kartonowymi sylwetami Tate w kostiumie; z promocją filmu skoordynowana została kampania reklamowa producenta plażowych kosmetyków Coppertone, również skoncentrowana wokół Tate. Premiera filmu spotkała się z przewagą mocno krytycznych recenzji i słabą sprzedażą biletów, co miało ponoć skłonić Tate do szczerego wyrażenia swojej opinii wobec jednego z dziennikarzy w słowach: „To beznadziejny film”; po czym aktorka miała dodać: „Czasem mówię rzeczy, których nie powinnam mówić. Chyba jestem zbyt otwarta”.
Polański także wrócił do Stanów Zjednoczonych, gdzie został zaangażowany do wyreżyserowania filmowej adaptacji powieści Iry Levina Dziecko Rosemary. W późniejszym czasie Polański przyznawał, iż chciał, aby główną rolę w tym filmie zagrała Tate i liczył na to, że ktoś wystąpi z taką propozycją, bo, w jego odczuciu, samemu nie wypadało mu jej przedstawić. Nikt z producentów nie zasugerował jednak obsadzenia Tate, a rolę Rosemary dostała Mia Farrow. Tate wniosła do filmu swoje pomysły w kilku kluczowych scenach: między innymi, w scenie zapłodnienia głównej bohaterki. Anonimowo pojawiła się również na ekranie jako jedna z osób bawiących się na przyjęciu. Jej częste wizyty na planie nie pozostały niezauważone – zdjęcia zrobione dla magazynu Esquire przyniosły sporo rozgłosu zarówno Tate, jak filmowi.
Marcowy numer Playboya z 1967 obwieścił narodziny nowej gwiazdy artykułem zatytułowanym „This is the year that Sharon Tate happens...” („Oto jest rok, w którym zaczyna się Sharon Tate...”), zawierającym 6 rozebranych i częściowo rozebranych zdjęć, jakie zrobił aktorce Roman Polański podczas kręcenia Nieustraszonych pogromców wampirów. Tate spoglądała z optymizmem w przyszłość: podczas gdy zbliżały się terminy premier Oka diabła i Nieustraszonych pogromców wampirów, ona zdobyła angaż do dużej roli w ekranizacji Doliny lalek. Przygotowaniom do przeniesienia na ekran jednego z największych amerykańskich bestsellerów wszech czasów towarzyszył wielki rozgłos i zainteresowanie. Tate zdawała sobie sprawę, jak duże znaczenie dla rozwoju jej kariery może mieć zagranie tak ważnej postaci; Polańskiemu zwierzyła się jednak, że ani książka, ani scenariusz nie podobały się jej.
W pozostałych głównych rolach obsadzone zostały Patty Duke, Barbara Parkins oraz Judy Garland. Po paru tygodniach Garland została zwolniona i zastąpiła ją Susan Hayward. Reżyser Mark Robson bardzo krytycznie oceniał pracę odtwórczyń trzech głównych ról, lecz, według Duke, najwięcej krytycznych uwag przypadło w udziale Tate. Duke wspominała potem, że Robson „stale traktował [Tate] jak idiotkę, do czego absolutnie nie miał powodów, a ona była na to bardzo uwrażliwiona i bardzo brała to do siebie”. W późniejszym czasie Polański przywoływał co jemu Robson miał powiedzieć o Tate: „Trafiła Ci się świetna dziewczyna. Niewiele aktorek ma w sobie taki rodzaj delikatności i kruchości. Ona ma przed sobą wielką przyszłość”.
W wywiadach udzielanych w trakcie produkcji, Tate wspominała, że łatwo przychodzi jej wczuć się w graną przez siebie postać Jennifer North, młodej ambitnej aktorki, u której nikt nie chce dostrzec niczego poza jej powabem cielesnym. Niektóre z czasopism zauważały, że Tate odbierana jest w podobny sposób, zaś magazyn Look zamieścił nieprzychylny artykuł o trzech pierwszoplanowych aktorkach filmu, w którym Sharon określono jako „beznadziejnie głupią i próżną gwiazdkę”. Między Tate, Duke i Parkins nawiązała się serdeczna przyjaźń, która trwała także po zakończeniu zdjęć. Podczas współpracy na planie Tate zwierzyła się Parkins, że jest „zakochana do szaleństwa” w Polańskim. „Tak, bez dwóch zdań Roman jest tym mężczyzną, który był mi pisany”, przytaczał słowa aktorki nowojorski Sunday News. Mimo ciężkich chwil, jakie przeżyła na planie, Tate z entuzjazmem wypowiadała się o filmie do prasy. Często wspomniała o swoim podziwie dla Lee Grant, z którą przyszło jej zagrać w kilku dramatycznych scenach; w jednym z wywiadów powiedziała: „Dolina lalek to film, w którym nauczyłam się bardzo wiele o aktorstwie; szczególnie, występując we wspólnych scenach z Lee Grant ... Ona wie na czym polega granie przed kamerą, i wszystko co robi, od drobnych manieryzmów po wygłaszanie kwestii, to czysty profesjonalizm”.

Wśród zadawanych aktorce pytań pojawiła się również prośba o komentarz na temat jej występu w scenie rozbieranej, na co Tate odrzekła: 

Nie mam przed tym żadnych oporów. Zupełnie nie widzę różnicy między pokazywaniem się całkowicie nago a będąc ubraną od stóp do głów – jeśli tego wymaga rola i o ile do czegoś to prowadzi. Naprawdę nie rozumiem tych ceregieli, jakie wyprawia się wokół nagości i seksu w filmach. To niepoważne. W telewizji dzieci mogą oglądać, jak się ludzie zabijają, co jest sytuacją bardzo nienormalną, nie wolno im natomiast oglądać dwojga ludzi w całkowicie zgodnym z naturą akcie miłosnym. Nie ma w tym chyba wiele sensu, nieprawdaż?

Na ekrany weszła skrócona i mocno przemontowana wersja Nieustraszonych pogromców wampirów. Polański dał wyraz swojemu zgorszeniu wobec „przemielenia” przez Ransonhoffa efektu jego pracy. Film, który Newsweek nazwał „bezmyślnym wygłupem” („a witless travesty”), nie przynosił spodziewanych zysków. Recenzje w większości w ogóle pomijały udział Tate, jeśli zaś już padała o niej jakaś wzmianka, to zwykle w odniesieniu do jej roznegliżowanych ujęć.
Wkrótce potem odbyła się premiera Oka diabła, a producent filmu, wytwórnia Metro-Goldwyn-Mayer, starając się wytworzyć zainteresowanie wokół Tate określił aktorkę w wydanej przez siebie informacji prasowej jako „jedną z najbardziej porywających nowych osobowości dużego ekranu”. Film nie znalazł jednak odbiorców, recenzje zaś wyrażały się o nim przeważnie w tonie obojętnym, ani go nie chwaląc, ani nie napiętnowując. The New York Times napisał, że jedną z nielicznych przyciągających w nim uwagę rzeczy był „występ przeszywającej mroźnym pięknem, lecz poza tym pozbawionej wyrazu” Tate.
Nadaniu obrazowi rozgłosu miał się przysłużyć czternastominutowy dokument zatytułowany All Eyes on Sharon Tate („Wszyscy kierują wzrok na Sharon Tate”). Na promocyjną krótkometrażówkę składały się sceny pokazujące Tate w czasie pracy na planie Oka diabła, tańczącą w klubie i zwiedzającą Londyn, oraz krótkie fragmenty wywiadów z aktorką. W jednym z nich, na pytanie o swoje aktorskie ambicje odpowiedziała: „Nie mam złudzeń na swój temat. Nie wyobrażam sobie siebie grającej [w sztukach] Szekspira” i wspomniała, że swoje nadzieje wiązałaby raczej z komedią; w innym wywiadzie wyraziła pragnienie zostania „aktorką zwiewnych ról komediowych w typie Carole Lombard”. Rozważając sylwetki współczesnych aktorek, na których chce się wzorować, wskazała dwie najważniejsze: Faye Dunaway oraz Catherine Deneuve. Odnosząc się do tej drugiej, powiedziała: „Chciałabym być amerykańską Catherine Deneuve. Ona występuje w pięknych rolach, rolach posiadających pewną głębię i ukazujących ludzką wrażliwość; rolach z domieszką inteligencji”.
Jeszcze tego samego roku do kin weszła Dolina lalek. Film został przyjęty niemal bez wyjątku negatywnymi recenzjami. Bosley Crowther z New York Timesa napisał: „jedyne, co pozostaje choćby trochę szanującemu się miłośnikowi kina, to zaśmiać się i odwrócić tyłem do ekranu”. Newsweek powiedział zaś o filmie, że „u jego twórców poziom świadomości tego, jak jest żałosny, porównać można do poziomu świadomości wiejskiego przygłupa śmiało brnącego w rozsypany obornik”; jednak na temat samej Tate, w późniejszym artykule o obiecujących młodych aktorkach, ten sam tygodnik pisał tak: „Niesamowicie fotogeniczna, zdobna niezliczoną ilością pięknych łuków i wyobleń, Sharon Tate jest jedną z najbardziej wystrzałowych młódek, jakie zawitały do Hollywood od wielu lat”. W licznych publikacjach wszystkie trzy odtwórczynie głównych ról spotykały się z ostrą dezaprobatą, czego przykładem może być The Saturday Review, piszący: „Jeszcze dziesięć lat temu ... panie Parkins, Duke i Tate ujrzelibyśmy raczej obsadzone w epizodycznych rolach szatniarek, a nie jako wcielenia królowych ekranu; całkowicie brak im odpowiedniego stylu, wdzięku i charyzmy”. W The Hollywood Reporter zabrzmiały jednak i nieco przychylniejsze tony, jak choćby: „W filmie największą sympatię widza zyskuje postać Sharon Tate ... Niezwykłe wrażenie robi pieszczotliwość, z jaką kamera Williama Danielsa dotyka doskonałych rysów jej twarzy i wielkich, zdających się pochłaniać wszystko dookoła, oczu”. Z kolei Roger Ebert z Chicago Sun-Times zachwycał się Tate jako „czymś cudownym do oglądania”, jednak uwzględniwszy dialog w jednej ze scen, który uznał za „najokropniejszą i najbardziej zdumiewającą próbkę prostactwa, jaką kiedykolwiek wydała z siebie jakakolwiek cywilizacja”, skonkludował oznajmiając: „nie będę w stanie podchodzić do postrzegania jej [Tate] jako symbol seksu ani trochę poważniej niż gdyby miała za taki uchodzić Raquel Welch”.

### Małżeństwo z Romanem Polańskim
Pod koniec 1967 Tate i Polański wrócili do Londynu, gdzie wkrótce stali się częstymi gośćmi na łamach prasy. Tate przedstawiano jako kobietę nowoczesną i odrzucającą konwenanse, która miała kiedyś wyrazić pogląd, iż ludzie planujący zawrzeć małżeństwo powinni mieszkać razem jeszcze przed ślubem. Ślub pary, któremu towarzyszyło spore zainteresowanie opinii publicznej, odbył się w londyńskiej Chelsea 20 stycznia 1968. Polański ubrany był, jak pisały gazety, „z edwardiańską wytwornością”, Tate zaś miała na sobie białą sukienkę mini. Małżonkowie zamieszkali w apartamencie Polańskiego przy Eaton Square w ekskluzywnej dzielnicy Belgravia. Fotograf Peter Evans opisał ich potem w następujących słowach: „Stanowili «nieprzykładny» duet. Byli kimś w rodzaju Douglasa Fairbanksa i Mary Pickford naszych czasów... Swobodni, wyluzowani, będący w ciągłym ruchu, utalentowani i na wdzięczny sposób prowokujący”.
Tate podobno pragnęła, aby ich małżeństwo miało w miarę konwencjonalny charakter, Polański jednak wciąż pozostawiał sobie duży margines wolności seksualnej, zaś stosunek Tate do swojej niewierności nazywał „starymi przesądami gnębiącymi Sharon” („Sharon’s big hang-up”). Przypominał Tate, że obiecała nie próbować go zmieniać. Tate przystawała na warunki Polańskiego, choć wobec przyjaciół przyznawała się, że liczy, iż mąż się zmieni. Zgodnie z tym, co przytacza Peter Evans, miała kiedyś powiedzieć: „Mamy ze sobą dobry układ. Roman mnie okłamuje, a ja udaję, że mu wierzę”.
Polański usilnie namawiał Tate do zakończenia współpracy z Martinem Ransonhoffem, w efekcie czego ta zaczęła zaniedbywać wszelkie intensywniejsze starania o rozwój swojej kariery; Polański powiedział wtedy żonie, że chce być mężem „dziewczyny z bohemy, a nie kury domowej” („a hippie, not a housewife”). Małżonkowie powrócili do Los Angeles, gdzie szybko weszli w skład kręgu towarzyskiego, do którego należała spora grupa odnoszących największe sukcesy młodych twarzy branży filmowej, takich jak Steve McQueen, Warren Beatty, Mia Farrow, Peter Sellers, Jacqueline Bisset, Leslie Caron, Joan Collins, Joanna Pettet, Laurence Harvey, Peter Fonda i Jane Fonda, kilka gwiazd filmowych starszego pokolenia, np. Henry Fonda, Kirk Douglas, Yul Brynner, czy Danny Kaye, oraz pewna liczba muzyków i ludzi związanych z branżą muzyczną, między innymi: Jim Morrison, członkowie The Mamas & the Papas, czy producent muzyczny Terry Melcher wraz ze swą partnerką Candice Bergen. Jednym z najbliższych przyjaciół obojga pozostawał wciąż Jay Sebring. W kręgu znajomych Polańskiego znajdowali się też ludzie, których poznał jeszcze w młodości w Polsce, przykładem może tu być Wojciech Frykowski (a poprzez niego także jego partnerka, pochodząca z rodziny potentata kawowego, Abigail Folger). Przez kilka miesięcy Polańscy mieszkali w zabytkowym budynku hotelu Chateau Marmont na Bulwarze Zachodzącego Słońca w West Hollywood, aż w końcu, w drugiej połowie 1968, natrafiła się okazja wynajęcia od Patty Duke domu przy Summit Ridge Drive w Beverly Hills. Dom Polańskich był domem otwartym i często przebywało w nim wielu nieznajomych. Tate traktowała to jako coś przynależnego „wyzwolonemu duchowi” tamtej epoki i mawiała, że nie obchodzi jej zanadto, kim są ludzie goszczący w jej domu, bowiem w życiu kieruje się maksymą „żyj i pozwól żyć innym”. Bliska przyjaciółka aktorki, Leslie Caron wspominała w późniejszym okresie, że jej zdaniem Polańscy byli zbyt ufni („aż do skrajnej lekkomyślności”) i że to ją mocno niepokoiło.
Latem 1968 Tate podjęła pracę przy kolejnym filmie. Był nim The Wrecking Crew, komedia, w której wciela się w Postać Freyi Carlson, kobiety-szpiega o skłonności do wypadków i wybranki serca Matta Helma, granego przez gwiazdę Hollywood, Deana Martina. Tate sama zagrała w scenach kaskaderskich, a elementów wschodnich sztuk walki uczył ją Bruce Lee. Film miał duże powodzenie i przyniósł Tate bardzo dobre recenzje; wielu pochlebnych opinii doczekały się jej umiejętności komediowe. Krytyk New York Timesa Vincent Canby, oceniwszy cały film nieprzychylnie, napisał: „Jedyna przyjemność płynie z patrzenia na Sharon Tate, wysoką i naprawdę świetnie wyglądającą dziewczynę”. Dean Martin wyraził zaś wolę wzięcia udziału w kolejnym filmie o przygodach Matta Helma i oznajmił, że chciałby, aby ponownie partnerowała mu w nim Tate.

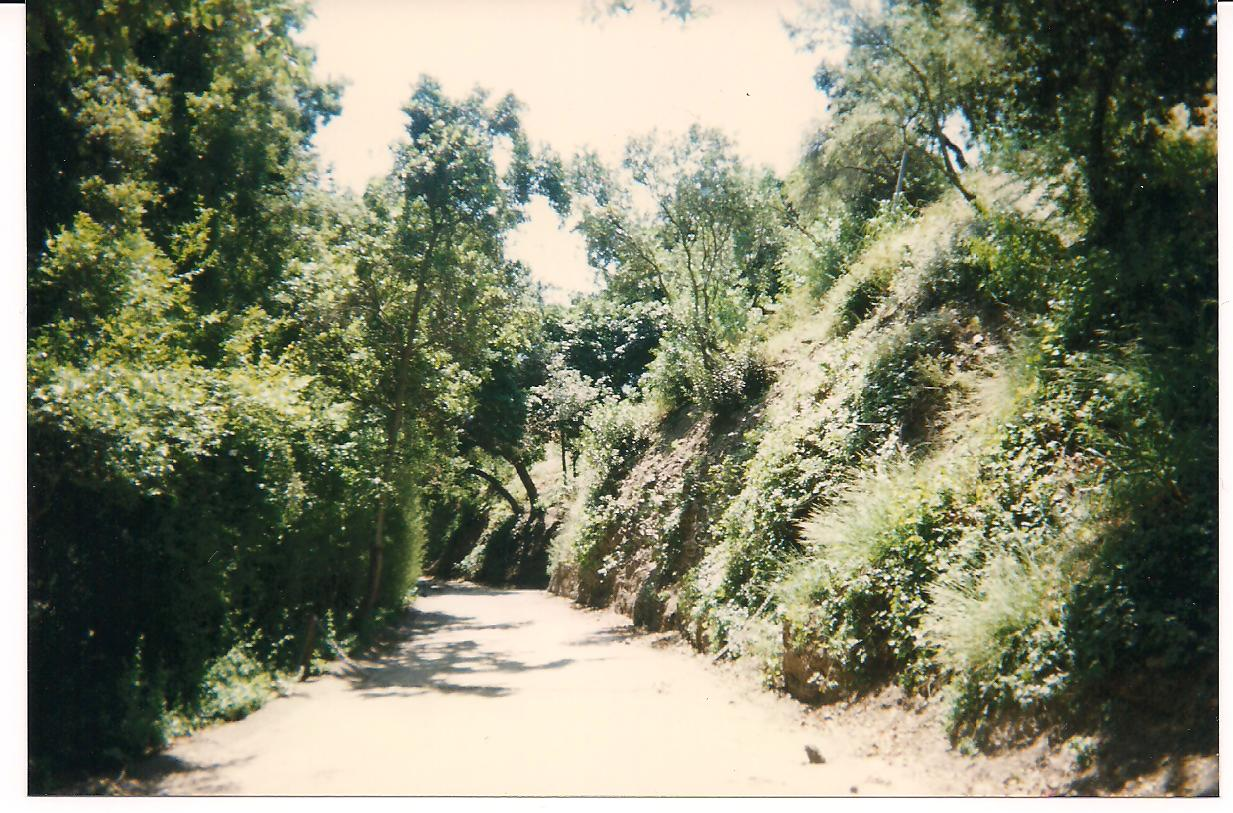
Droga prowadząca do rezydencji przy Cielo Drive 10050

Czas premiery The Wrecking Crew to okres, w którym Tate została dostrzeżona w świecie filmu. Za rolę w Dolinie lalek otrzymała nominację do Złotego Globu w kategorii „Wschodząca gwiazda roku wśród aktorek”. Jako czwarta, ustępując Mii Farrow, Judy Geeson i Katharine Houghton, uplasowała się w rywalizacji o „Złoty Laur” za „Nową twarz wśród aktorek” w dorocznym plebiscycie czasopisma branżowego Motion Picture Exhibitor. Drugie miejsce, za Lynn Redgrave, zajęła z kolei w plebiscycie do tytułu „Gwiazdy jutra” pisma Motion Picture Herald, w którym typy swe zgłaszali właściciele kin. Osiągnięte pozycje w rankingach świadczyły o szybkim rozwoju kariery Tate i umożliwiły aktorce wynegocjowanie gaży w wysokości 150 tys. USD za udział w następnym filmie.
Pod koniec 1968 Tate zaszła w ciążę, a 15 lutego 1969 Polańscy przeprowadzili się do domu przy Cielo Drive 10050 w Benedict Canyon. W domu tym, należącym wcześniej do ich przyjaciół, Terry’ego Melchera i Candice Bergen, oboje gościli wcześniej kilkakrotnie; Tate ogromnie ucieszyła się na wieść, że stoi wolny i że będą mogli zamieszkać w miejscu, które nazywała „ukochanym domem marzeń”. W swojej nowej rezydencji Sharon i Roman kontynuowali prowadzenie domu otwartego, a wśród wielu schodzących się osób, tam również zaczęli pojawiać się podejrzani osobnicy, których obecność niepokoiła niektórych z przyjaciół małżeństwa.
Mając jeszcze świeżo w pamięci przychylne recenzje swoich dokonań komediowych, Tate szykowała się do wzięcia udziału w kolejnym filmie tego gatunku, 12 + 1 (będącego filmową adaptacją znanej rosyjskiej powieści Dwanaście krzeseł). Jak później wyjaśniała, kluczowe znaczenie dla tego wyboru miała możliwość zagrania u boku Orsona Wellesa. Na zdjęcia, kręcone we Włoszech, wyjechała w marcu 1969. W tym samym mniej więcej czasie Polański wyjechał do Londynu, by rozpocząć prace przy Dniu delfina. Do domu przy Cielo Drive wprowadzili się Frykowski i Folger.
Po ukończeniu prac na planie 12 + 1 Tate dołączyła do męża w Londynie. W ich tamtejszym apartamencie pozowała Terry’emu O’Neilowi do scen z życia domowego (fotograf towarzyszył jej między innymi przy otwieraniu prezentów dla oczekiwanego dziecka), zaś brytyjskie czasopismo Queen zrobiło jej serię szykownych zdjęć podczas sesji fotograficznej. W wywiadzie udzielonym pod koniec czerwca, na pytanie dziennikarza, czy wierzy w przeznaczenie, odpowiedziała: „Naturalnie. Przeznaczenie ułożyło całe moje życie. Wierzę, że naszym losem kieruje coś większego od nas. Jedno wiem na pewno – niczego z tego, co mi się kiedykolwiek przydarzyło, nigdy sama nie planowałam”.
Tate powróciła do Los Angeles 20 czerwca 1969 na pokładzie RMS Queen Elizabeth. Polański, który musiał zostać w Europie, swój powrót zaplanował na 12 sierpnia, tak aby zdążyć jeszcze przed porodem. Do tego czasu Tate mieli zaopiekować się Frykowski i Folger.

## Tragiczna śmierć i jej następstwa

### Śmierć z rąk zabójców

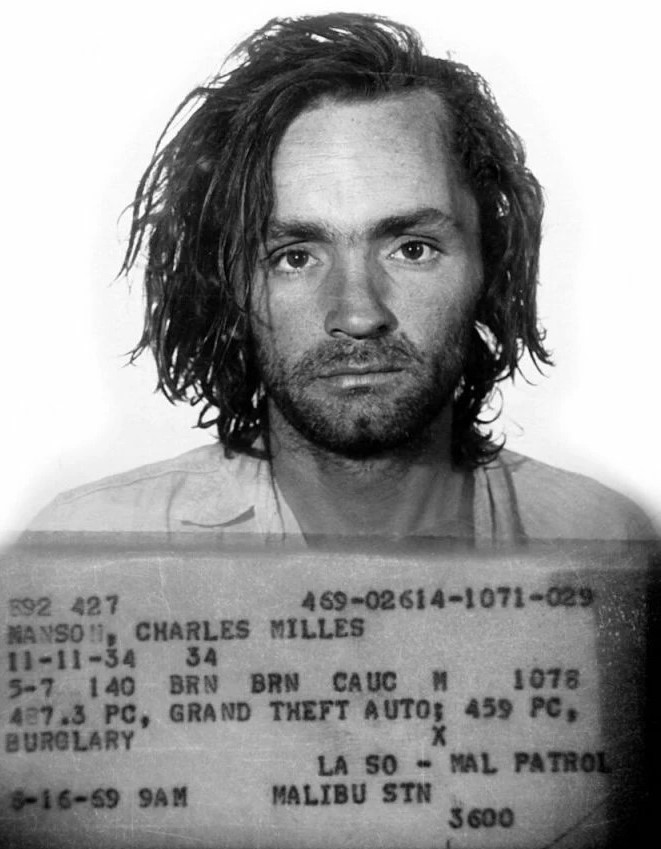
Charles Manson. Zdjęcie wykonano w areszcie w 1971 roku

8 sierpnia 1969 Tate pozostawały jeszcze dwa tygodnie do przewidywanego terminu porodu. Tego dnia zaprosiła na lunch do siebie do domu dwie koleżanki, aktorkę Joannę Pettet i piosenkarkę Barbarę Lewis, którym skarżyła się na ciągle odwlekany powrót męża z Londynu. Polański zatelefonował do niej po południu. Zadzwoniła też jej siostra Debra, aby zapytać, czy razem z drugą siostrą, Patti, mogłyby spędzić u niej noc. Sharon odmówiła im. Wieczorem, razem z Sebringiem, Frykowskim i Folger, wybrała się do swojej ulubionej restauracji, El Coyote, skąd wrócili do domu około godziny 22.30.
Nocą z 8 na 9 sierpnia cała czwórka padła ofiarą zbiorowego morderstwa dokonanego przez członków sekty Charlesa Mansona. Ich ciała odkryła rano gosposia Tate, Winifred Chapman. Po przybyciu na miejsce zbrodni, policja najpierw natrafiła na ciało młodego mężczyzny zastrzelonego w samochodzie stojącym na podjeździe; jak później ustalono, mężczyzną tym był Steven Parent. Wewnątrz budynku znaleziono ciała Sharon Tate i Jaya Sebringa: spoczywały w bawialni, połączone długim sznurem zawiązanym ofiarom wokół szyj i przerzuconym przez belkę u sufitu. Zwłoki Wojciecha Frykowskiego oraz Abigail Folger leżały na trawniku przed domem. Z wyjątkiem Stevena Parenta wszystkie ofiary zmarły w wyniku licznych ran kłutych. W raporcie koronera sporządzonym na podstawie sekcji zwłok Tate odnotowano, że aktorce zadano szesnaście pchnięć ostrym narzędziem i że „pięć spośród ran było ranami śmiertelnymi”.
Policja zabrała na przesłuchanie dozorcę domu, Williama Garretsona, jedyną osobę z rezydencji przy Cielo Drive, która uszła z życiem tamtej nocy. Garretson zamieszkiwał w domku dla gości, położonym na terenie posiadłości, lecz w pewnym oddaleniu od willi i ulokowanym w taki sposób, że z jednego budynku nie było dobrze widać drugiego. Dozorca stał się pierwszym podejrzanym i w tym charakterze został poddany przesłuchaniu oraz próbie na wykrywaczu kłamstw. Zeznał, iż tamtego wieczora, około godziny 23.30, Parent odwiedził go w jego domku i że przebywał tam kilka minut. Poza tym zaprzeczył jakiemukolwiek swojemu udziałowi w zbrodni i oświadczył, że nie wie o niczym, co mogłoby pomóc w śledztwie. Policja przyjęła jego wyjaśnienia i został zwolniony.
Powiadomiony o tym, co się stało, Polański natychmiast przyleciał do Los Angeles. Policja, wciąż nie mogąc ustalić motywu morderstw, szczegółowo przepytała go na temat żony i przyjaciół. Pogrzeby wszystkich pięciu ofiar odbyły się w środę, 13 sierpnia. Sharon Tate, z synem Paulem Richardem Polańskim (któremu pośmiertnie nadano imiona po obu dziadkach) w objęciach, została pochowana na cmentarzu Holy Cross w Culver City (Kalifornia). Pogrzeby Sharon Tate i Jaya Sebringa odprawiono w odstępie kilku godzin, aby umożliwić bliskim uczestnictwo w obu pochówkach.
Popularny amerykański tygodnik ilustrowany „Life” opublikował obszerny artykuł na temat zbrodni, zawierający fotografie z miejsca jej popełnienia. W artykule znalazł się także wywiad z Polańskim i zdjęcie reżysera stojącego przed widoczną na podłodze plamą zaschłej krwi żony w pokoju, w którym zamordowano Tate i Sebringa. Na liczne głosy oburzenia wobec takiego zachowania Polański replikował, że jego dążeniem jest odnalezienie sprawcy i że liczy, iż wstrząs wywołany publikacją może zmotywować kogoś z czytelników pisma do dostarczenia jakichś informacji.
Zainteresowanie postaciami ofiar poskutkowało ponownym wejściem na ekrany filmów z udziałem Tate, a ich ówczesna popularność przewyższyła tę, jaką cieszyły się w okresach swoich premier. Część czasopism zaangażowało się w spekulacje na temat motywów mordu. W niektórych z nich upowszechniono zdjęcia Tate rzekomo uczestniczącej w odprawianiu satanistycznych rytuałów; wkrótce jednak okazało się, że fotografie te pochodziły z planu filmowego Oka diabła. Przyjaciele Tate publicznie wyrażali sprzeciw wobec wizerunku, jaki aktorce próbowały nadać pewne publikacje. Mia Farrow twierdziła, że „nie znała niewinniejszej i bardziej uroczej istoty ludzkiej”, zaś Patty Duke wspominała ją w tych słowach: „delikatna, łagodna istota. Przepadałam za nią; nie było chyba nikogo, kto by za nią nie przepadał”. Polański natomiast zrugał dziennikarzy tłumnie zebranych na jednej z konferencji prasowych, wypominając im częste sprowadzanie Tate jedynie do wymiaru jej urody: „...była piękna. Może nawet była najpiękniejszą kobietą na świecie. Ale czy ktoś z was napisał cokolwiek o tym, jaka była dobra?”. W późniejszym czasie Peter Evans przytaczał co o Polańskim miał powiedzieć aktor Laurence Harvey tuż po tym, jak dowiedział się o morderstwie: „To może zniszczyć Romana. Ślubne przysięgi nie mają dla niego żadnej wartości, ale trudno znaleźć mężczyznę, który by tak wielbił kobietę, jak on wielbił Sharon”.
Polański przyznawał później, że w owym czasie żywił względem licznych swoich przyjaciół oraz współpracowników podejrzenia o współudział w zbrodni i że od paranoi, w jaką popadł, zaczął uwalniać się dopiero kiedy aresztowano rzeczywistych sprawców. Według doniesień prasowych, z powodu morderstwa wielu znanych mieszkańców Hollywood wyprowadziło się, przynajmniej czasowo, z miasta, inni zaś zainstalowali systemy ochrony w swoich rezydencjach. W późniejszym czasie pisarz Dominick Dunne tak odtwarzał atmosferę panującego wówczas napięcia:

Groza, jaka zdjęła miasto, była czymś, z czym nigdy wcześniej się nie spotkałem. Ludzie byli przekonani, że wszyscy bogaci i sławni są w niebezpieczeństwie. Dzieci wysyłano z dala od miasta. Wynajmowano ochronę. Wybierając się na pogrzeb Jaya Sebringa Steve McQueen zabrał ze sobą broń.

### Aresztowanie i proces „Rodziny” Mansona
W listopadzie 1969, przebywając w więzieniu – najpierw w związku ze sprawą popełnianych przez grupę Mansona kradzieży samochodów, a potem jako podejrzana w sprawie zabójstwa Gary’ego Hinmana (jednego z dwóch zabójstw dokonanych przez członków grupy przed napadem na dom Tate) – Susan Atkins przechwalała się sąsiadkom z celi na temat swojego udziału w zamordowaniu Sharon Tate. Efektem tego było postawienie w stan oskarżenia jej oraz wspomnianych przez nią współwinnych zbiorowego morderstwa przy Cielo Drive 10050: Charlesa Mansona, Charlesa „Texa” Watsona, Patricii Krenwinkel oraz Lindy Kasabian. Atkins wyjawiła poza tym, że sprawcami zabójstwa małżeństwa Leno i Rosemary LaBianca, popełnionego kolejnej nocy w dzielnicy Los Feliz (Los Angeles), również byli członkowie sekty „Rodzina” pod przewodnictwem Mansona, i wymieniła Leslie Van Houten jako biorącą udział w tej drugiej zbrodni.
Prokurator okręgowy hrabstwa Los Angeles zaoferował Atkins odstąpienie od dążenia do skazania jej na karę śmierci w zamian za zeznania przed wielką ławą przysięgłych i podczas rozprawy. Atkins zgodziła się zeznawać przed wielką ławą przysięgłych, przed którą opowiedziała historię napadu na dom Tate. Wkrótce jednak, próbując chronić Mansona, Atkins porzuciła wszelką współpracę z prokuraturą i wycofała się z tego, co dotychczas zeznała. Prokuratura przeniosła swoją ofertę, tym razem w postaci całkowitego zwolnienia od odpowiedzialności karnej, na Lindę Kasabian. Kasabian brała udział w morderczych napadach „Rodziny”, lecz jej rola ograniczała się w każdym wypadku do funkcji kierowcy i ubezpieczenia. Kasabian też, jako jedyna z oskarżonych, sama oddała się w ręce policji, gdy dowiedziała się, że jest poszukiwana. Zastępca prokuratora okręgowego, Vincent Bugliosi, napisał później, że zmiana ta była korzystna z punktu widzenia prokuratury, która mogła przypuszczać, iż ławnicy przychylniej potraktują zeznania osoby niemającej krwi na rękach.
15 czerwca 1970 rozpoczął się proces sądowy z udziałem Mansona, Atkins, Krenwinkel oraz Van Houten. Był to proces w sprawie dwóch zbiorowych morderstw – tzw. „proces zabójstw Tate/LaBianca” („the Tate/LaBianca (murders) trial”) – i Van Houten zasiadała na ławie oskarżonych w związku ze swoim współudziałem w drugim z nich. Watson w tym czasie przebywał w Teksasie i liczył na niepowodzenie procedury jego ekstradycji międzystanowej do Kalifornii. Cały świat mógł śledzić rozprawę, której przebieg był szczegółowo relacjonowany. Zeznania Kasabian robiły wrażenie spójnych i wiarygodnych – jako jedyna spośród uczestników napadu okazywała ona w trakcie procesu skruchę i zdawała się być autentycznie wstrząśnięta potwornością zbrodni. Zeznania te dały obraz okoliczności i motywów zabójstw popełnionych przez członków hipisowskiej grupy zrzeszonej wokół charyzmatycznego lidera, Charlesa Mansona – niespełnionego muzyka żywiącego od dłuższego czasu urojenie na temat nadchodzącej globalnej wojny rasowej.
Manson twierdził, że w piosenkach zespołu The Beatles zaszyte są ukryte przestrogi dotyczące zbliżających się masowych pogromów, które określał terminem „Helter Skelter” (w wolnym tłumaczeniu: „gwałtu rety”) zaczerpniętym z tytułu jednej z piosenek Beatlesów. Wedle jego wizji, pośród przedstawicieli rasy białej pogromy te miała przetrwać jedynie grupa „wybranych”, czyli on i jego „rodzina”, którzy, przeczekawszy ludobójstwo w ukryciu, na końcu mieli przejąć władzę nad światem. Plan Mansona zakładał, że apokaliptyczny scenariusz zostanie przyspieszony poprzez odbiór jego własnych piosenek, w których również zawarte miało być ukryte przesłanie: część młodych białych, a przede wszystkim młodych białych kobiet, kierowana nim, zasilić miała szeregi „Rodziny”; z kolei część Afroamerykanów efekt działania piosenek Mansona miał pchnąć do zapoczątkowania rzezi (której bezpośrednią przyczyną stać się miało napięcie seksualne u czarnoskórych mężczyzn spowodowane wywołanym przez sektę odpływem liberalnie nastawionych białych kobiet z kalifornijskich kampusów, gdzie, w dobie nastałej równości i obyczajowego wyzwolenia, czarnoskórzy mieli od niedawna możliwość się z nimi spotykać).
W nagraniu i wydaniu tej twórczości miał pomóc Mansonowi znany kalifornijski muzyk i producent muzyczny Terry Melcher. Kiedy Melcher ostatecznie porzucił projekt współpracy z Mansonem, frustracja zmotywowała przywódcę „Rodziny” do szukania bardziej radykalnych rozwiązań. Manson postanowił sprowokować wojnę ras wysyłając swoich ludzi, aby dokonywali brutalnych morderczych napadów na domy bogatych białych i pozostawiali na miejscu zbrodni ślady sugerujące sprawstwo radykalnych ugrupowań afroamerykańskich, takich jak Czarne Pantery. Wybór rezydencji przy Cielo Drive jako celu ataku był po części przypadkowy: zasadnicze znaczenie odgrywał tu zapewne fakt, że Manson nieźle orientował się w układzie tej posesji, bowiem kilkakrotnie odwiedzał w niej wcześniej Melchera; możliwe jest także, iż dyktowało nim pragnienie zemsty na Melcherze i ludziach z jego środowiska (posyłając członków swojej grupy do tego domu Manson był świadom tego, że Melcher już wówczas tam nie mieszkał; wiedział też jednak, iż dom stanowił własność Rudiego Atiobelliego, znajomego Melchera, który sam również był człowiekiem z branży nagraniowej – Atiobelli nawet towarzyszył Melcherowi podczas przesłuchań kompozycji Mansona). Podczas gdy Watson, Atkins, Krenwinkel i Kasabian wyruszali w drogę z nakazem dostania się do willi i zabicia wszystkich osób w niej przebywających, Manson pozostał w obozowisku grupy na Spahn’s Movie Ranch.
Zeznania Kasabian i Atkins po raz pierwszy ukazały opinii publicznej w pełnym wymiarze makabryczne wypadki tamtej nocy. Przedostawszy się przez okalające posesję ogrodzenie, napastnicy natknęli się na Stevena Parenta, który w swoim samochodzie zmierzał do bramy wyjazdowej. Watson ruszył w stronę nadjeżdżającego pojazdu i polecił mu się zatrzymać. Parent usiłował prosić, by Watson nie robił mu krzywdy, zapewniając, że nic nikomu nie powie, ten zaś w odpowiedzi ciął go nożem i czterokrotnie strzelił do niego z rewolweru. Następnie Watson kazał Kasabian pozostać na zewnątrz i pilnować, podczas gdy reszta grupy wtargnęła do domu. Czworo znajdujących się wewnątrz osób zostało zgromadzonych razem w pokoju gościnnym, gdzie, zastraszeni bronią, dali się częściowo związać razem jednym sznurem. Kiedy Watson zarządził, żeby położyli się wszyscy na brzuchu, Jay Sebring zaczął domagać się od napastników, aby mieli wzgląd na brzemienność Tate i nie robili jej krzywdy, w reakcji na co Watson strzelił do niego z rewolweru. W powstałym zamieszaniu Wojciechowi Frykowskiemu i Abigail Folger udało się wyzwolić i każde z nich z osobna rzuciło się do ucieczki. Wcześniej ranieni, oboje zostali jednak prędko doścignięci i zabici przez Watsona i Krenwinkel na trawniku przed domem.
Tate błagała o ocalenie jej dziecka: próbowała uprosić prześladowców, by zabrali ją ze sobą i odczekali z zabiciem do czasu, aż urodzi. Atkins miała jej wówczas oznajmić, iż nie ma dla niej żadnej litości. Następnie, wedle jednej z wersji zeznań Atkins, ona i Watson wespół zadźgali Tate na śmierć nożami. Na końcowym etapie procesu, Atkins zeznała, że zaczęła dźgać Tate, bo miała dość dalszego wysłuchiwania jej powtarzanych w kółko i bez przerwy próśb i błagań. Zgodnie jednak z opisem wydarzeń przedstawionym przez nią we wcześniejszych zeznaniach przed wielką ławą przysięgłych, Atkins miała jedynie przytrzymywać Tate, zaś wszystkie rany zadać miał jej Watson; w późniejszym okresie, już po wyroku, zarówno Atkins jak Watson tę wersję określali jako prawdziwą.
Na koniec, umaczanym we krwi aktorki ręcznikiem Atkins napisała na drzwiach wejściowych słowo „PIG” („świnia”: pogardliwe, slangowe określenie ludzi bogatych zamożnych i ustosunkowanych; stały element języka ekstremistycznych ruchów czarnoskórych). Cała banda opuściła posesję po północy i udała się w drogę powrotną na ranczo Spahna.
29 marca 1971 sąd uznał wszystkich czworo oskarżonych, którzy przed nim stanęli, winnymi zarzucanych im czynów i skazał ich na karę śmierci. Charles Watson po tym, jak do skutku doszła jego ekstradycja z Teksasu, był sądzony w osobnym procesie. W opinii biegłych Watson zdawał się symulować niepoczytalność i choć potwierdzał swój udział we wszystkich zarzucanych mu zabójstwach, odżegnywał się od jakiejkolwiek odpowiedzialności. Szczególnym echem w prasie odbiło się jego beznamiętne stwierdzenie, iż nie dostrzegł, że Tate była w ciąży. Wyrokiem z 21 października 1971 Watson również został uznany winnym i skazany na karę śmierci. Wszystkie wyroki zostały złagodzone do kary dożywotniego więzienia po tym, jak w Sąd Najwyższy Stanu Kalifornia rozpatrując apelację do sprawy Roberta Page’a Andersona uznał w 1972 przepisy sankcjonujące karę śmierci za obciążone wadą prawną. W lutym 2010 r. Manson, Watson, Krenwinkel i Van Houten odbywali wyroki; żaden z więźniów nie odniósł powodzenia w swoich kilkunastokrotnych staraniach o przedterminowe zwolnienie. Atkins zmarła w więzieniu na nowotwór mózgu 24 września 2009.
Około 10 lat po śmierci Sharon jej matka, Doris, w reakcji na nasilające się przejawy otaczania kultem morderców córki oraz na możliwość uzyskania przez niektórych z nich zwolnienia warunkowego, zorganizowała kampanię publiczną mającą wywrzeć na władzach presję w kierunku naprawy dostrzeganych przez nią uchybień w stanowym systemie penitencjarnym. Kampania ta przyniosła wprowadzenie do kalifornijskiego prawodawstwa karnego kilku poprawek umożliwiających ofiarom przestępstw i ich rodzinom przedstawianie oświadczeń o doznanej krzywdzie – victim impact statements – w fazie wyrokowej procesu oraz podczas posiedzeń komisji orzekających o przedterminowych zwolnieniach. Doris Tate była też pierwszą osobą, która skorzystała z nowo wprowadzonego prawa podczas posiedzenia komisji orzekającej o możliwości przedterminowego zwolnienia Charlesa Watsona, jednego z zabójców Sharon Tate. W późniejszym czasie Doris Tate wyraziła przekonanie, że dzięki owym zmianom w prawie jej córce zwrócona została ludzka godność i że walka o ich wprowadzenie podjęta przez matkę umożliwiła „przekształcenie śladu, jaki pozostawiła po sobie Sharon – przeistoczenie się jej z ofiary przestępstwa w symbol walki o prawa ofiar”.

### Ślad w historii

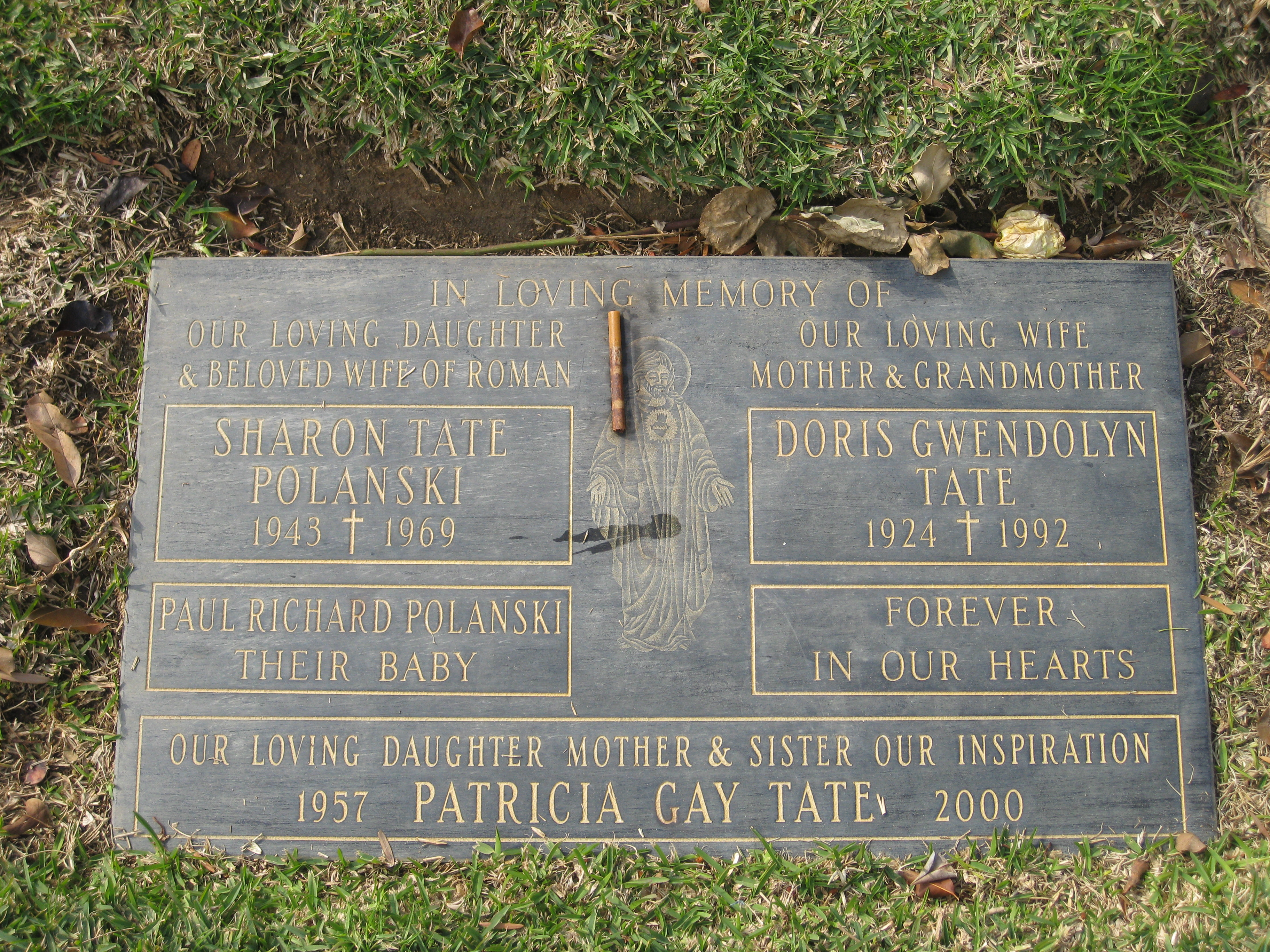
Grób Sharon Tate na cmentarzu Holy Cross w Culver City

Na początku lat 80. do Stephena Kaya, jednego z prokuratorów zatrudnionych przy sprawie grupy Mansona, doszła niepokojąca wiadomość, że Leslie Van Houten udało się zebrać 900 podpisów pod petycją o przedterminowe zwolnienie z więzienia. Prawnik nawiązał kontakt z Doris Tate, matką Sharon, która wyraziła przekonanie, że jest w stanie zdobyć więcej podpisów dla kontrpetycji. Tak też się stało – w ramach zorganizowanej przez Doris Tate i Stephena Kaya społecznej kampanii informacyjnej zebrano ponad 350 tys. podpisów pod wnioskiem o odrzucenie prośby Van Houten. Van Houten wydawała się mieć wówczas największe pośród skazanych szanse na przedterminowe zwolnienie. Za sprawą akcji Kaya i Tate jej wniosek odrzucono.
Doris Tate zaangażowała się w działalność o prawa ofiar przestępstw: jej publiczne zaangażowanie, zarówno jako matki opowiadającej o tragicznej śmierci córki, jak i doradcy wobec ofiar innych zbrodni, uczyniło z niej osobę powszechnie rozpoznawaną, co z kolei umiała skutecznie wykorzystać do uruchomienia publicznej debaty na temat amerykańskiego systemu penitencjarnego i potrzeby dokonania w nim zmian. Do końca życia z poświęceniem prowadziła batalię przeciw każdej próbie uzyskania zwolnienia warunkowego podejmowanej przez morderców z sekty i angażowała się w sprawy dotyczące ofiar innych brutalnych przestępstw.

Kilkakrotnie stawała naprzeciw Charlesa Watsona w trakcie posiedzeń zespołów orzekających o możliwości przedterminowego zwolnienia warunkowego, a swoją obecność na tych posiedzeniach uzasadniła podczas jednego z nich w słowach: „Uważam, że ktoś musi reprezentować Sharon podczas tego przesłuchania. Gdy oni [mordercy] stają tu prosząc o zwrócenie im życia, ja muszę też tu stać w jej imieniu”. W swoim victim impact statement z 1984 r. zwróciła się do Watsona bezpośrednio: 

Jaką łaskę pan okazał mojej córce, gdy ona błagała o życie? Jaką łaskę okazał pan mojej córce, gdy mówiła: „Dajcie mi dwa tygodnie, żebym mogła urodzić dziecko, a potem możecie mnie zabić”?... Kiedy Sharon będzie mogła ubiegać się o darowanie wyroku? Czy jeśli wy wyjdziecie na wolność, to te siedem, a może nawet więcej ofiar, też będzie mogło opuścić groby? Nie wolno wam zaufać.

W 1992, w uznaniu swojej społecznikowskiej pracy na rzecz praw ofiar przestępstw, Doris Tate została wyróżniona przez prezydenta George’a Busha odznaczeniem „Tysiąca Świetlistych Punktów”. Jej zdrowie zaczęło jednak w tym czasie gwałtownie się pogarszać; już wcześniej rozpoznano u niej złośliwego guza mózgu. Spotkanie z prezydentem było ostatnim publicznym wydarzeniem z udziałem Doris Tate. Gdy umarła w połowie tego samego roku, jej dzieło podjęła najmłodsza córka, Patti. Staraniem Patti Tate w 1993 założone zostało Doris Tate Crime Victims Bureau – organizacja pożytku publicznego, której celem jest wpływanie na kształt legislacji prawa karnego w całych Stanach Zjednoczonych i zapewnienie w nim większych uprawnień i zwiększonej ochrony ofiarom brutalnych przestępstw. W 1995 do życia została powołana Doris Tate Crime Victims Foundation, kolejna organizacja non-profit, której zadaniem jest z kolei upowszechnianie w społeczeństwie wiedzy na temat systemu wymiaru sprawiedliwości oraz udzielanie pomocy ofiarom brutalnych przestępstw.
W 1993 Patti Tate podjęła – zakończoną niepowodzeniem – próbę zapobieżenia umieszczeniu na albumie The Spaghetti Incident? zespołu Guns N’ Roses piosenki autorstwa Charlesa Mansona. W tym celu spotkała się z Davidem Geffenem i członkami zarządu wytwórni muzycznej Geffen Records. W wypowiedzi dla prasy Patti określiła dopuszczenie do nagrania piosenki jako „ustawianie Mansona na piedestale i tworzenie z niego idola dla młodych ludzi, którzy nie wiedzą, kim on jest”.
Od roku 2000, w którym Patti Tate zmarła na raka piersi, zadanie reprezentowania rodziny Tate na posiedzeniach zespołów orzekających o zwolnieniu warunkowym wzięła na siebie starsza siostra, Debra. Na temat morderców Debra Tate wyraziła się w następujących słowach: „Nie przejawiają odrobiny poczucia osobistej odpowiedzialności [za to, co zrobili – dop. tłum.]. Nie dokonali żadnego zadośćuczynienia wobec kogokolwiek z mojej rodziny”. Debra Tate starała się też, bez powodzenia, o gwiazdę dla Sharon na Hollywood Walk of Fame (Hollywoodzkim Chodniku Sław).
Ojciec Sharon, pułkownik Paul Tate, stronił od udzielania wypowiedzi prasowych, był jednak obecny podczas całego procesu morderców i towarzyszył później żonie w każdym posiedzeniu komisji rozpatrujących ich wnioski o zwolnienie warunkowe; wystosowywał również pisma do władz, w których zdecydowanie sprzeciwiał się próbom wynajdywania podstaw dla tych zwolnień. Paul Tate zmarł w maju 2005.

W następstwie zabójstwa żony, Roman Polański pozbył się wszystkich swoich ruchomości, bo nie mógł znieść posiadania czegokolwiek, co nasuwałoby mu wspomnienie o okresie, gdy był „tak szczęśliwy, jak nigdy wcześniej ani potem”. W Los Angeles przebywał do czasu aresztowania morderców – następnie wyjechał do Europy. Ukończony w 1979 film Tess opatrzony był dedykacją „Dla Sharon”: podczas wspólnego z mężem pobytu w Londynie, gdy ostatni raz byli razem, Tate czytała Tessę d’Urberville Thomasa Hardy’ego; kiedy wyjeżdżała, zostawiła mu książkę napomykając, że stanowiłaby ona dobry materiał na ich nowy wspólny film. O cierpieniu towarzyszącym mu od śmierci żony reżyser pisał w wydanej w 1984 autobiografii pt. Roman by Polanski:

Od śmierci Sharon, mimo wszelkich pozorów mogących świadczyć inaczej, nie jestem w stanie w pełni cieszyć się życiem. Niektórzy w obliczu ogromnej tragedii osobistej znajdują pocieszenie w religii. W moim wypadku zdarzyło się coś przeciwnego. Wszelka wiara, jaką miałem, legła w gruzach wobec zabójstwa Sharon. To zdarzenie umocniło we mnie przekonanie o potędze absurdu.

W 2005 Polański wygrał sprawę ze swojego pozwu o zniesławienie przeciwko czasopismu „Vanity Fair”, w którym napisano, że reżyser, będąc w drodze na pogrzeb tragicznie zmarłej żony i syna, próbował uwieść atrakcyjną modelkę. Wśród świadków zawezwanych przez stronę pozywającą znalazły się Debra Tate oraz Mia Farrow. O wrażeniu, jakie wywarł na niej Polański wieczoru, którego dotyczyła sprawa, czyli na kilka dni po śmierci Sharon, Farrow mówiła przed sądem: „Co do tego mogę mieć pewność – chodzi mi o jego nastrój, gdy tam byliśmy, o to, o czym rozmawialiśmy, o jego bezgraniczne poczucie straty, rozpaczy, oszołomienia, wstrząsu, i o miłość – miłość, której został pozbawiony”. Pod koniec procesu Polański odczytał oświadczenie, którego fragment głosił: „Pamięć mojej zmarłej żony leżała mi najbardziej na uwadze, gdy decydowałem się na podjęcie kroków prawnych w obecnej sprawie”.

Wielu komentatorów sytuacji społecznej oceniło morderstwa popełnione przez sektę Mansona jako jedno z kluczowych wydarzeń epoki lat 60. Joan Didion tak pisała o nim w kontekście napięć i nieufności, jakie szybki rozwój kontrkultury oraz jej radykalna odmienność w stosunku do dotychczasowych norm i wartości stwarzały wówczas w społeczeństwie: 

Wielu z moich znajomych z Los Angeles uważa, że dekada lat sześćdziesiątych skończyła się nagle 9 sierpnia 1969 – że dobiegła końca dokładnie z chwilą gdy społeczność obiegła lotem błyskawicy wiadomość o morderstwach przy Cielo Drive. I tak chyba rzeczywiście było. Tego dnia całe istniejące napięcie wyładowało. Paranoiczne wizje stały się rzeczywistością”.

Aktorskie dokonania Tate doczekały się po jej śmierci nowego oglądu. Część krytyków i ludzi piszących na temat kina, między innymi Leonard Maltin, dostrzegło w niej zadatki na dobrą aktorkę komediową. Nieustraszonych pogromców wampirów ponownie zmontowano, a nowa wersja, w dużo większym stopniu zbieżna z założeniami Polańskiego, uznana została przez Maltina za film „niemal błyskotliwy”. W opinii tego samego krytyka największymi osiągnięciami zawodowymi Tate były jej role w Don’t Make Waves oraz w The Wrecking Crew, i to one, jego zdaniem, najlepiej mogą służyć za wyznacznik przypuszczalnego dalszego rozwoju kariery aktorki. Dwa inne obrazy z jej udziałem, przepełnione tajemniczością zjawisk paranormalnych Oko diabła i nasycona zagęszczonym melodramatyzmem Dolina lalek, zyskały status filmów kultowych.

W wydanej w 2000 r. książce Sharon Tate and the Manson Murders biograf Tate, Greg King, przedstawia spojrzenie na jej sylwetkę zgodne z odczuciami wielokrotnie wyrażanymi przez jej bliskich: 

Prawdziwą spuścizną po Sharon nie są filmy z jej udziałem. To w dużej mierze zasługą Doris [i Patti] Tate ofiary oraz rodziny ofiar przestępstw popełnianych w Kalifornii mają dziś prawo stanąć naprzeciw skazanych i zabierać głos w kwestii wymiaru kary lub jej ewentualnego późniejszego złagodzenia. Oddanie z jakim przez lata [matka i siostra] zajmowały się podtrzymywaniem pamięci o Sharon oraz zmaganiom o prawa ofiar [...] pozwoliły Sharon zostać zapamiętaną jako ktoś więcej niż tylko ofiara morderstwa, nadały wymiar ludzkiej tragedii jednej z najgłośniejszych zbrodni dwudziestego wieku.

### W kulturze popularnej
Postać Sharon Tate pojawiła się w nagrodzonym dwoma Oscarami filmie Quentina Tarantino pt. Pewnego razu... w Hollywood (Once Upon a Time in Hollywood, 2019) podejmującym tematykę napadu na willę Polańskich; w rolę Tate wcieliła się australijska aktorka Margot Robbie. 

Debra Tate, siostra Sharon, gdy zapowiedziano ów obraz jako skupiający się wokół morderstw „rodziny” Mansona wyraziła sprzeciw wobec tego filmu – siostra zamordowanej aktorki uznała, że dzieło Tarantino opiera się na wyzysku, a także iż będzie ono mijało się prawdą, ukazując sektę w błędny sposób: 

Celebrowanie zabójców, czyli najmroczniejszej części społeczeństwa jako seksownych lub akceptowalnych w jakikolwiek sposób czy jakiejkolwiek formie, zwyczajnie utrwali to, co najgorsze w naszym społeczeństwie.

Jednakże po tym, jak reżyser skontaktował się z Debrą Tate i pokazał jej scenariusz, ta wycofała swój protest, mówiąc: „Ten film nie jest tym, czego ludzie by się spodziewali, łącząc nazwiska Mansona i Tarantino”. Po wizycie na planie filmu była pod wrażeniem Margot Robbie, odtwórczyni roli Sharon, a nawet pożyczyła aktorce trochę biżuterii swojej siostry do noszenia w filmie. W późniejszym czasie Robbie była w nominowana do nagrody BAFTA za tę kreację. 
Oprócz tego Tate jest główną bohaterką w znacznie chłodniej odebranym filmie, który również podejmuje temat mordu sekty Mansona – w horrorze Sharon Tate (The Haunting of Sharon Tate, 2019), gdzie tytułową rolę zagrała Hilary Duff.

## Filmografia
| Rok       | Tytuł                                                                    | Rola                              | Uwagi dod.                                                         |
| 1961      | Barabasz                                                                 | Patrycjuszka na arenie            | Niewymieniona w napisach                                           |
| 1962      | Przygody młodego człowieka (oryg. Hemingway’s Adventures of a Young Man) | Rola nieustalona                  | Niewymieniona w napisach                                           |
| 1963–1965 | The Beverly Hillbillies                                                  | Janet Trego                       | Występ w 15 odcinkach                                              |
| 1963      | Ed, koń, który mówi                                                      | Telefonistka Dziewczyna marynarza | W odcinku „Love Thy New Neighbor” W odcinku „Ed Discovers America” |
| 1964      | Amerykanizacja Emily                                                     | Piękna dziewczyna                 | Niewymieniona w napisach                                           |
| 1965      | The Man from U.N.C.L.E.                                                  | Terapeutka                        | W odcinku „The Girls of Nazarone Affair”                           |
| 1965      | Brodziec (oryg. The Sandpiper)                                           | Rola nieustalona                  | Niewymieniona w napisach                                           |
| 1966      | Oko diabła                                                               | Odile de Caray                    |                                                                    |
| 1967      | Nieustraszeni pogromcy wampirów                                          | Sarah Shagal                      |                                                                    |
| 1967      | Nie daj się usidlić                                                      | Malibu                            |                                                                    |
| 1967      | Dolina lalek                                                             | Jennifer North                    |                                                                    |
| 1968      | Dziecko Rosemary                                                         | Dziewczyna na przyjęciu           | Niewymieniona w napisach                                           |
| 1968      | The Wrecking Crew                                                        | Freya Carlson                     |                                                                    |
| 1969      | 12 + 1                                                                   | Pat                               | Film wszedł do kin dopiero po śmierci aktorki                      |